# Stari Kuty
Stari Kuty (ukrainisch Старі Кути; russisch Старые Куты Staryje Kuty, polnisch Kuty Stare) ist ein Dorf in der ukrainischen Oblast Iwano-Frankiwsk mit etwa 5200 Einwohnern (2004).
Das Dorf am Rande der Waldkarpaten hat eine Fläche von 2234,5 Hektar und liegt auf 430 m Höhe am Ufer des Tscheremosch zwischen Kuty im Südosten des Gemeindegebietes und dem Rajonzentrum Kossiw 10 Kilometer im Nordwesten. Das Oblasthauptstadt Iwano-Frankiwsk befindet sich etwa 100 km nordwestlich des Dorfes.
Das erstmals 1448 erwähnte Dorf gehörte zunächst zur Woiwodschaft Ruthenien der Adelsrepublik Polen-Litauen, von 1772 bis 1918 zum österreichischen Kronland Galizien, anschließend von 1918 bis 1939 zur Woiwodschaft Stanislau der Zweiten Polnischen Republik und von 1939/1945 bis 1991 zur Ukrainischen SSR innerhalb der Sowjetunion. Seit 1991 ist es Teil der unabhängigen Ukraine.
Am 12. Juni 2020 wurde das Dorf ein Teil der neu gegründeten Siedlungsgemeinde Kuty im Rajon Kossiw, bis dahin bildete es die gleichnamige Landratsgemeinde Stari Kuty (Старокутська сільська рада/Starokutska silska rada) im Osten des Rajons.